# Butocrysa insignis
Butocrysa insignis är en skalbaggsart som först beskrevs av Lucas 1859.  Butocrysa insignis ingår i släktet Butocrysa och familjen långhorningar. Inga underarter finns listade.